# Ouvèze
Az Ouvèze (kiejtése: 'uvez’) folyó Franciaország déli részén, Auvergne-Rhône-Alpes régió Drôme megyéjében és Provence-Alpes-Côte d’Azur régió Vaucluse megyéjében. A Rhône bal oldali mellékfolyója.

## Ismertetése
Montauban-sur-l’Ouvèze község (Drôme megye) területén, a Baronnies-hegységhez tartozó Chamouse-hegyen ered. Felső szakaszán hegyi patak vagy kisebb hegyi folyó, közepes magasságú hegyvonulatok között folyik nyugat felé. Lejjebb, már Vaucluse megyében délnyugatra fordul és útja közben északról megkerüli a Dentelles de Montmirail-hegységet. Vaison-la-Romaine-t elhagyva sík vidékre ér és Sorgues mellett, Le Pontet községnél (Vaucluse megye) ömlik a Rhône-ba. 

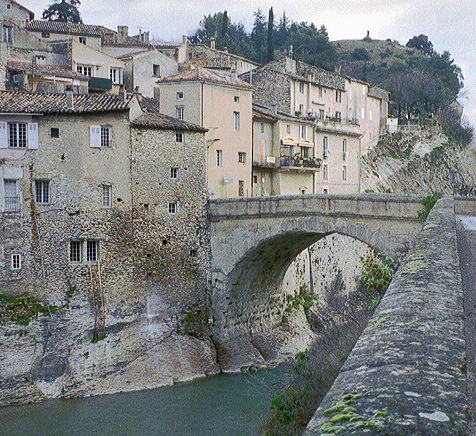
Híd Vaison-la-Romaine-ben

Hossza: 93 km, vízgyűjtő területe: 820 km². Teljes esése a forrástól a torkolatig összesen 880 méter.
Vízgyűjtő területén a szubmediterrán éghajlat a meghatározó, melynek jellemzője a száraz nyár és a viharokkal beköszöntő ősz. Ez kritikusan alacsony vízállású időszakokhoz (alacsony vízhozamhoz) és néha hirtelen keletkező intenzív áradásokhoz vezet a folyón. Ezektől a partján fekvő jelentősebb város, Vaison-la-Romaine története során sokat szenvedett. 1992. szeptember 22-én egy hirtelen jött, különösen heves áradásnak 32 halálos áldozata volt.
Két leghosszabb, bal oldali mellékfolyója a Toulourenc (39 km) és a Sorgue (30 km).